# Gudmuntorps socken
Gudmuntorps socken i Skåne ingick i Frosta härad och området ingår sedan 1971 i Höörs kommun och motsvarar från 2016 Gudmuntorps distrikt.
Socknens areal är 36,84 kvadratkilometer varav 36,10 land. År 2000 fanns här 809 invånare. Tätorten Snogeröd samt kyrkbyn Gudmuntorp med sockenkyrkan Gudmuntorps kyrka ligger i socknen.

## Administrativ historik
Socknen har medeltida ursprung. 
Vid kommunreformen 1862 övergick socknens ansvar för de kyrkliga frågorna till Gudmuntorps församling och för de borgerliga frågorna bildades Gudmuntorps landskommun. Landskommunen uppgick 1952 i Snogeröds landskommun som upplöstes 1969 då denna del uppgick i Höörs köping som ombildades 1971 till Höörs kommun. Församlingen uppgick 2002 i Ringsjö församling.
1 januari 2016 inrättades distriktet Gudmuntorp, med samma omfattning som församlingen hade 1999/2000. 
Socknen har tillhört län, fögderier, tingslag och domsagor enligt vad som beskrivs i artikeln Frosta härad. De indelta soldaterna tillhörde Norra skånska infanteriregementet, Frosta kompani.

## Geografi
Gudmuntorps socken ligger öster om Eslöv med en flik som når Ringsjön i nordost och med Bråån i söder. Socknen är en odlad småkuperad slättbygd.
Byn och godset Pugerup ligger här.

## Fornlämningar
Från stenåldern är lösfynd och flera boplatser funna. 

## Namnet
Namnet skrevs i början av 1300-talet Gutmundathorp och kommer från kyrkbyn. Namnet innehåller mansnamnet Gudmund och torp, 'nybygge'.